# Eulechria contentella
Eulechria contentella is een vlinder uit de familie van de sikkelmotten (Oecophoridae). De wetenschappelijke naam van de soort werd in 1864 als Oecophora contentellagepubliceerd door Francis Walker.